# Resolutie 192 Veiligheidsraad Verenigde Naties
Resolutie 192 van de Veiligheidsraad van de Verenigde Naties werd op 20 juni 1964 unaniem aangenomen door de VN-Veiligheidsraad.

## Achtergrond
Begin maart werd besloten om een vredesmacht naar Cyprus te sturen na het aanhoudende geweld tussen de bevolkingsgroepen op het eiland.

## Inhoud
De Veiligheidsraad merkte het rapport op waarin de secretaris-generaal stelde dat het nuttig zou zijn om de vredesmacht drie maanden langer in Cyprus te houden. De inspanningen van de Secretaris-Generaal voor de uitvoering van de resoluties 186 en 187 werden gewaardeerd. De landen die troepen, politie, voorraden en financiële steunen hebben bijgedragen, kregen waardering. De resoluties 186 en 187 werden nog eens bevestigd, en alle lidstaten werden opgeroepen zich aan deze resoluties te houden. De Veiligheidsraad verwees naar het rapport van de secretaris-generaal. De VN-vredesmacht werd verlengd met drie maanden, tot 26 september 1964.

## Verwante resoluties
- Resolutie 193 Veiligheidsraad Verenigde Naties
- Resolutie 194 Veiligheidsraad Verenigde Naties

Lijst ·  186 ·  187 ·  188 ·  189 ·  190 ·  191 ·  192 ·  193 ·  194 ·  195 ·  196 ·  197 ·  198 ·  199